# Blakea campii
Blakea campii es una especie de planta fanerógama perteneciente a la familia  Melastomataceae. Se encuentra en  Ecuador.  Su hábitat natural son las montañas húmedas subtropicales o tropicales.

## Distribución y hábitat
Es una liana nativa de las laderas occidentales de los Andes ecuatorianos, donde son conocidas cuatro colonias. En Huigra, al pie de las colinas del monte Chimborazo, en el Río Norcay y cerca de Julio Moreno. La última descubierta es de antes de 1945. No se tienen noticias de su existencia en el interior de las áreas protegidas de Ecuador, aunque existen esperanzas de que se encuentre en la Reserva Ecológica Los Ilinizas. 

## Taxonomía
El género fue descrito por John Julius Wurdack y publicado en Memoirs of The New York Botanical Garden 16: 40. 1967.